# سعادت‌الدین ارگچ
سعادت‌الدین ارگچ (ترکی استانبولی: Sadettin Ergeç؛ زاده ۱۹۴۸ در کرکوک) سیاست‌مدار ترکمن عراقی، که از سال ۲۰۰۵ میلادی عضو مجلس نمایندگان عراق، رهبر جبهه ترکمن‌های عراق و مدیر شبکه تلویزیونی ترکمنلی می‌باشد. و از پشتیبانی دولت ترکیه برخوردار است.